# Parc d'État de Restinga de Bertioga
Le parc d'État de Restinga de Bertioga (en portugais : Parque Estadual Restinga de Bertioga) est un parc d'État dans l’état de São Paulo au Brésil. Il protège une zone de restinga, de mangrove et de forêt tropicale dense sur la côte de São Paulo. Le parc constitue un important corridor écologique entre la restinga côtière et le parc national Serra do Mar à l'intérieur des terres. 

## Localisation
Le parc d'État de Restinga de Bertioga se trouve dans la municipalité de Bertioga, à São Paulo. Il a une superficie de 9 312,32 hectares (93,1 kilomètres carrés). Il contient des sambaquis, des monticules en coquille et en os formés par des peuples de pêcheurs-chasseurs-cueilleurs, datant de cinq mille ans. Le parc protège intégralement les rivières Itaguaré et Guaratuba, et environ 7km des plages d'Itaguaré, d'Itaguá et de Boracéia. 

## Contexte
La forêt atlantique du Brésil est l'un des types de forêt les plus menacés au monde. Environ 7% de la couverture forestière initiale subsiste dans l'état de São Paulo, dont environ 5,98% sur la côte. L'État a préservé une grande surface dans le parc national de Serra do Mar (en), le plus grand parc forestier de l'Atlantique au Brésil. Cependant, la forêt dans la région côtière est soumise à de fortes pressions. Le plan de gestion pour 2006 du parc national de Serra do Mar soulignait la grande importance pour ce parc de conserver les zones continues de restinga dans les régions de Bertioga et de São Sebastião. La végétation préservée constitue un important couloir écologique menant au plateau de la Serra do Mar. Boracéia et Barra do Una sont riches en oiseaux et en amphibiens, y compris un grand nombre d'espèces menacées.  

## Histoire
La zone couverte par le parc a été placé sous "limitation administrative provisoire" le 30 mars 2010 pour permettre l'étude des écosystèmes. Cela a permis l'interdiction des activités qui auraient pu endommager l'environnement pendant cette étude et empêché une course à l'appropriation de ces terres. L'étude a montré la nécessité de protéger le "polygone de Bertioga", une zone de 10 393,8 hectares contenant certaines parties de la municipalité de São Sebastião. Elle a été choisie en raison de la présence de végétaux peu représentés dans les autres parc nationaux, des importantes menaces pesant sur la zone et de la volonté de la population de la protéger. Une consultation publique a été organisée le 7 octobre 2010, elle a rassemblé 300 personnes et duré 5 heures.
Le parc d'État Restinga de Bertioga a été créé par le décret 56.500 du 9 décembre 2010. Il a été aménagé de manière à exclure la zone indigène guarani, les zones urbaines ou en voie d'urbanisation, ainsi que les résultats des études finales qui ont suivi la consultation publique du 7 octobre 2010. Les zones occupées par des autoroutes fédérales ou d'État, des lignes à haute tension et des pipelines de Petrobras ont été exclues du décret. 

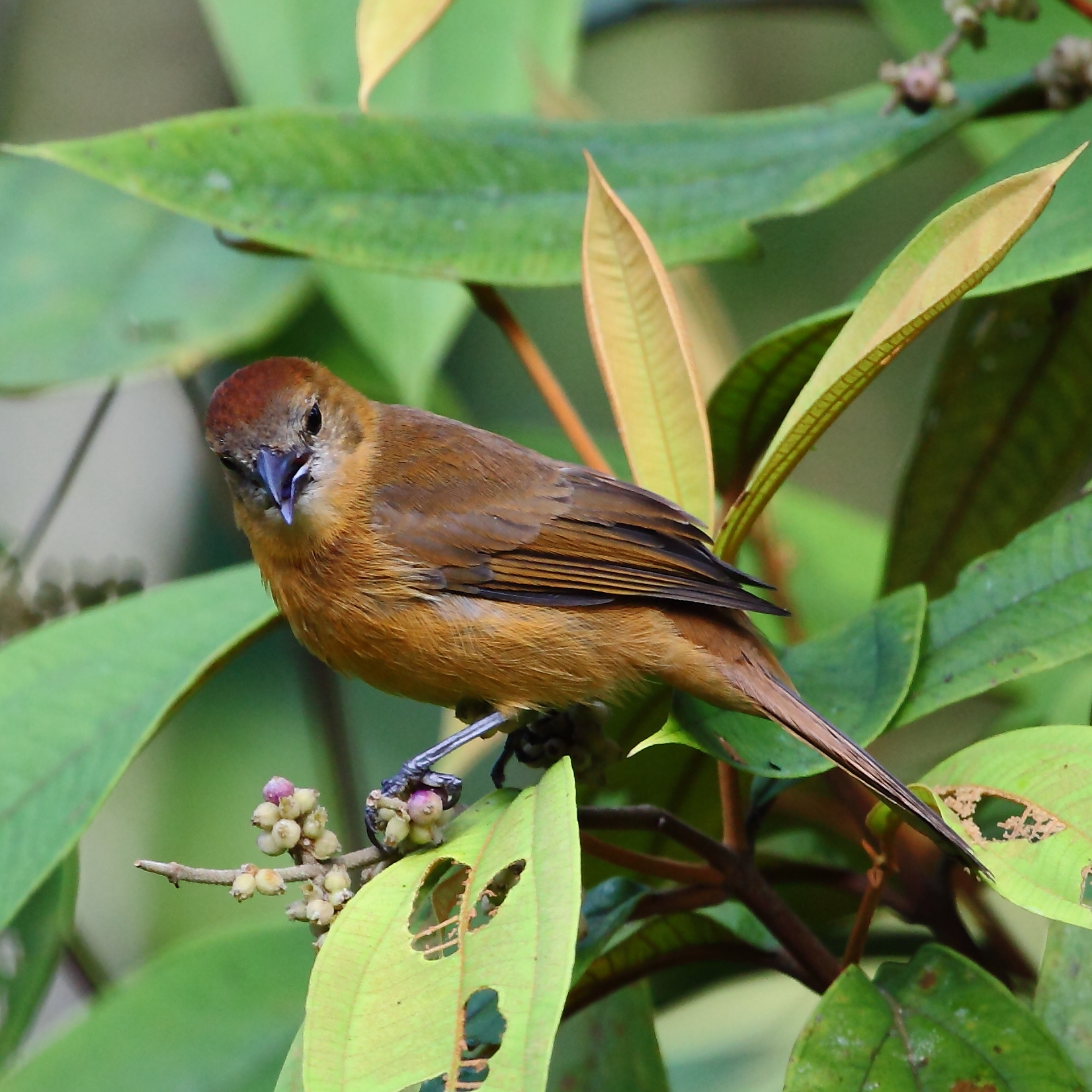
Tangare à huppe ignée (femelle)

## Environnement
Les études menées par le WWF-Brésil et l'équipe préparant le plan de gestion du parc national de Serra do Mar ont établi que la zone du parc constituait un important corridor biologique entre les zones marines côtières, la restinga et la Serra do Mar. Sa protection joue un rôle fondamental pour garantir la viabilité à long terme de l'écologie et des flux de gènes. Le parc contient des mangroves, des restinga et des forêts tropicales humides denses de plaine. Il contient 98% de la forêt de restinga restante de Baixada Santista. Il contient 53 espèces de broméliacées, soit un tiers du total trouvé dans l'État. 44 espèces de plantes sont menacées d'extinction,. 
Le parc regroupe 117 espèces de mammifères, dont 25 sont de taille moyenne ou grande. On y trouve le puma (Puma concolor), le cerf, le tapir du Brésil (Tapirus terrestris), l'ocelot (Leopardus pardalis), l'atèle arachnoïde (Brachyteles arachnoides), le singe hurleur, le pécari à collier (Pecari tajacu) et le pécari à lèvres blanches (Tayassu). S'y rencontrent également 69 espèces de chauves-souris, dont six sont en voie de disparition dans l'État et une au niveau international, 93 espèces de reptiles et d'amphibiens, dont 14 sont en voie de disparition et 14 rares. Enfin, 117 espèces d'oiseaux ont été identifiées, dont 37 sont endémiques et 9 en voie de disparition. BirdLife International considère cette zone comme une "zone importante pour la conservation des oiseaux", essentielle à la préservation de la biodiversité des oiseaux à long terme. 

## Tourisme

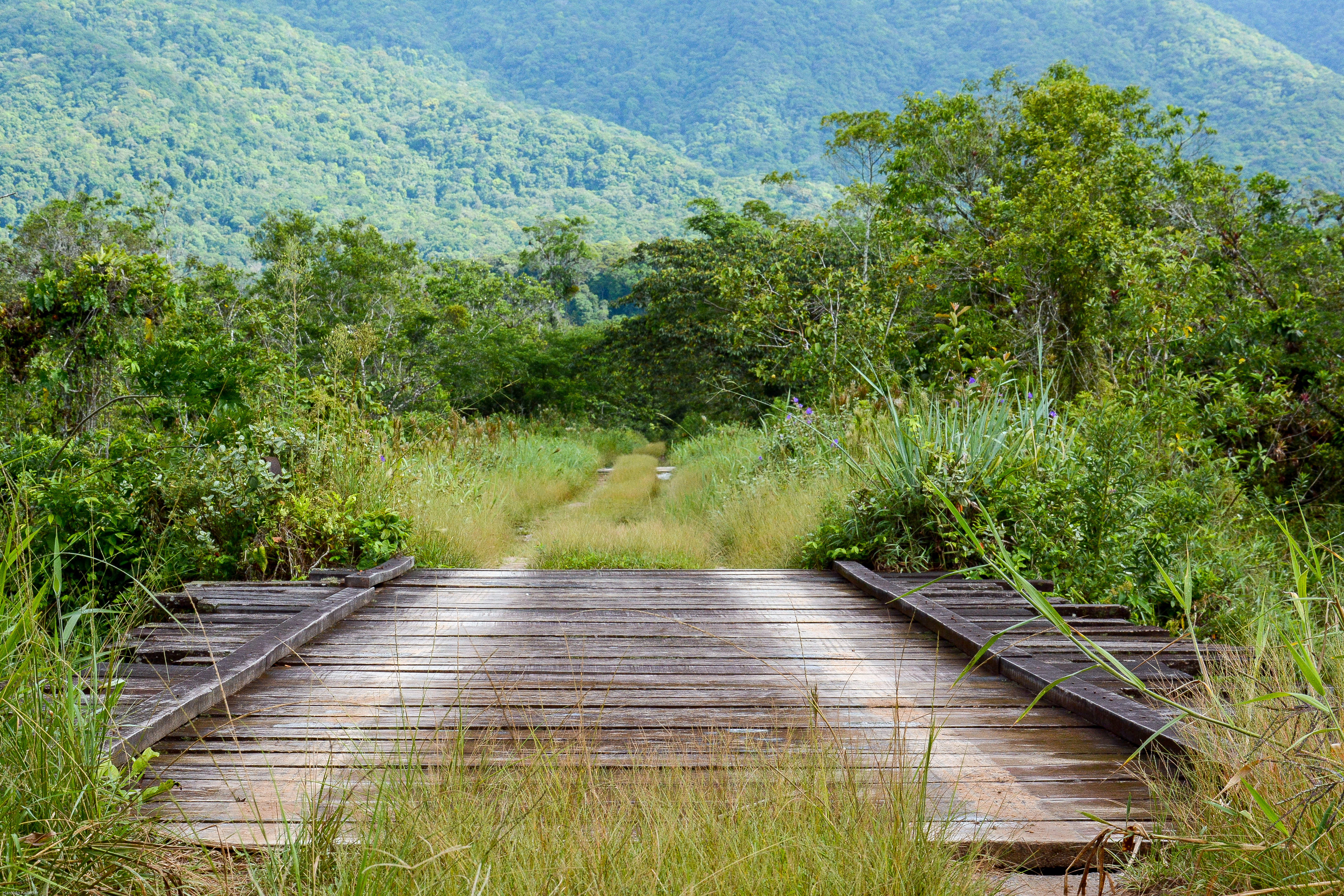
Un sentier dans le parc

En février 2015, le parc a ouvert deux sentiers d'écotourisme exploités en partenariat entre la municipalité de Bertioga et la Forest Foundation et régis par un Plan d'Urgence à l'Usage du Public, créé avec le conseil consultatif du parc pour répondre à la demande touristique. Des moniteurs accrédités accompagnent les visiteurs sur les sentiers. Les deux sentiers sont principalement conçus pour fournir un accès à la restinga et permettre la compréhension de ce biome rare. Au cours de la première année d'exploitation, les visites sur les sentiers ont été limitées à 50 personnes le matin et 50 l'après-midi, programmées par l'intermédiaire d'agences de tourisme et d'exploitants dans la ville de Bertioga. Toute entrée non accréditée est interdite. 
Le sentier Guaratuba fait 4 140m et est situé dans le district de Costa do Sol. Il permet d'accéder aux chutes d'eau Cachoeira de Guaratuba. Le sentier Água, dans le district de Praia, mesure 2 700m et est situé dans une zone de "mangrove sèche". On y accède par une ancienne plantation de palmiers. Il se concentre sur l'éducation à l'environnement et croise la ligne électrique issue de la centrale hydroélectrique d'Itatinga ainsi que le pont de fer sur la rivière Guaranduva.